# Spathius dolon
Spathius dolon är en stekelart som beskrevs av Nixon 1943. Spathius dolon ingår i släktet Spathius och familjen bracksteklar. Inga underarter finns listade i Catalogue of Life.